# Якобсен, Оле
Оле Якобсен (дат. Ole Jakobsen; 19 октября 1942 — 30 июня 2010) — датский шахматист, международный мастер (1973).
Трёхкратный чемпион Дании (1969, 1971 и 1980).
В составе сборной Дании участник 5-и Олимпиад (1964, 1972, 1978—1980, 1984) и 2-х командных чемпионатов Европы (1970, 1983).

## Изменения рейтинга
| Графики недоступны из-за технических проблем. См. информацию на Фабрикаторе и на mediawiki.org. |